# Sân bay Vestmannaeyjar
Sân bay Vestmannaeyjar (Vestmannaeyjaflugvöllur trong tiếng Iceland) (IATA: VEY, ICAO: BIVM) là một sân bay trên đảo Heimaey, Iceland. Sân bay này có 2 đường băng. Hãng hàng không chính hoạt động ở đây là Air Iceland, nối với Keflavik, thời gian bay giữa sân bay này  và Sân bay Reykjavík là 25 phút.

## Các hãng hàng không và các tuyến điểm
- Air Iceland (Reykjavík)